# Orion (Raumschiff)
| Orion                    | Orion                                                                           |
| ------------------------ | ------------------------------------------------------------------------------- |
| Orion Logo               |                                                                                 |
| Beschreibung             |                                                                                 |
| Verwendung:              | Personentransport in eine Mondumlaufbahn und zum Lunar Orbital Platform-Gateway |
| Trägerrakete:            | Delta IV Heavy (beim ersten und unbemannten Flug) Space Launch System           |
| Besatzung:               | bis zu 4 Personen                                                               |
| Erstflug:                | 5. Dezember 2014 (unbemannt) September 2025 (bemannt, geplant)                  |
| Status:                  | Testphase                                                                       |
| Abmessungen              |                                                                                 |
| Höhe:                    | ≈ 3,3 m                                                                         |
| Durchmesser:             | ≈ 5 m                                                                           |
| Volumen unter Druck:     | 19,55 m³ (≈ 3 × Apollo)                                                         |
| Massen                   |                                                                                 |
| Rettungssystem (LAS):    | 7062 kg                                                                         |
| Crewmodul (CM):          | 8913 kg (Mond) / 9706 kg (ISS)                                                  |
| Servicemodul (SM):       | 12.336 kg (Mond) / 8807 (ISS)                                                   |
| Raketenadapter:          | 1639 kg                                                                         |
| Gesamt:                  | 29.950 kg (Mond) / 27.214 kg (ISS)                                              |
| Triebwerke               |                                                                                 |
| Rettungssystem (LAS) (?) | ?                                                                               |
| Servicemodul (N2O4/MMH)  | 27 kN (OMS des Shuttle) Backup: 8*0,4 kN (von ATV)                              |
| Orion CEV Design 2009    |                                                                                 |
| Orion CEV Design 2009    |                                                                                 |

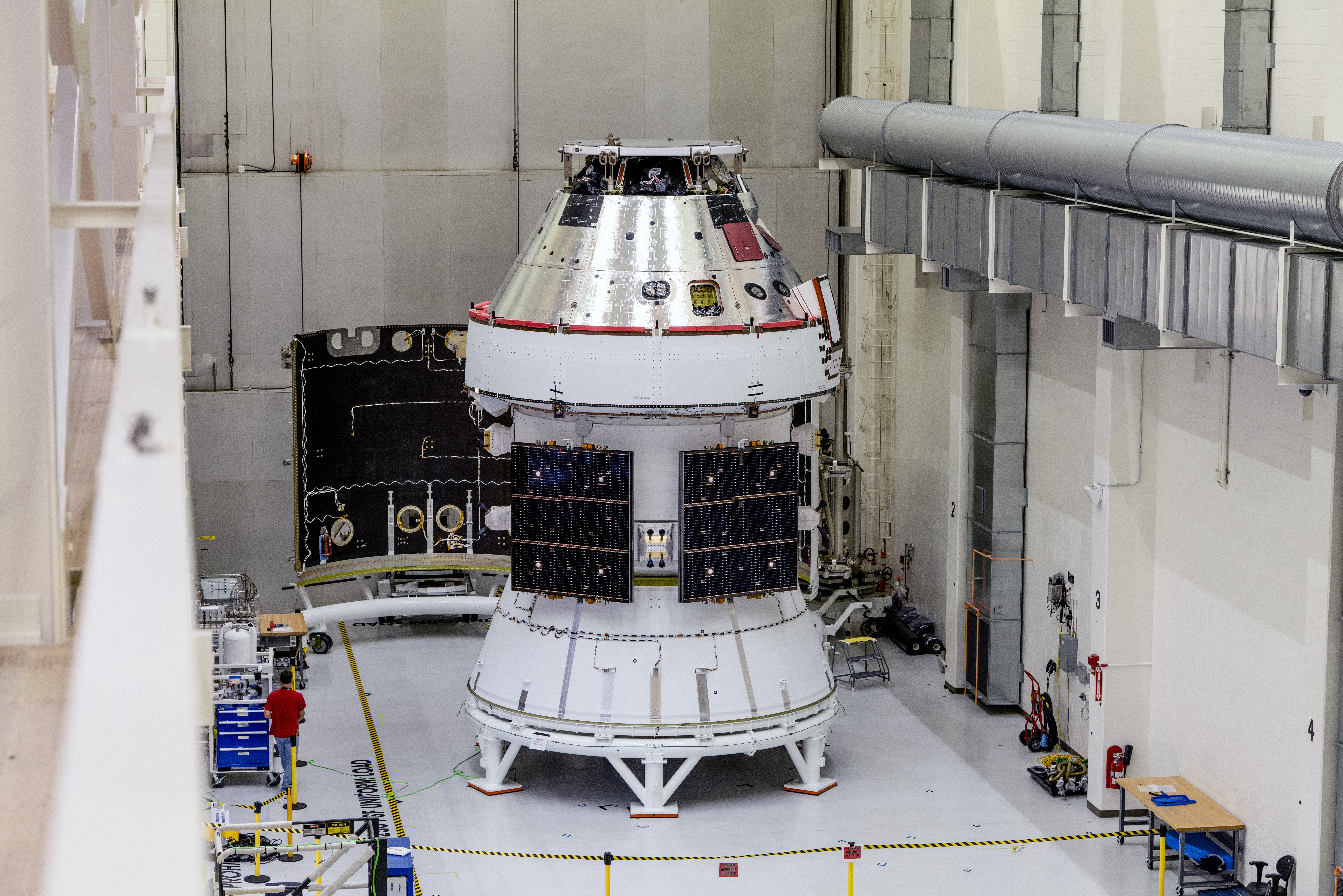
Orion-Raumschiff für die Artemis-1-Mission (Aufnahme vom Oktober 2020)

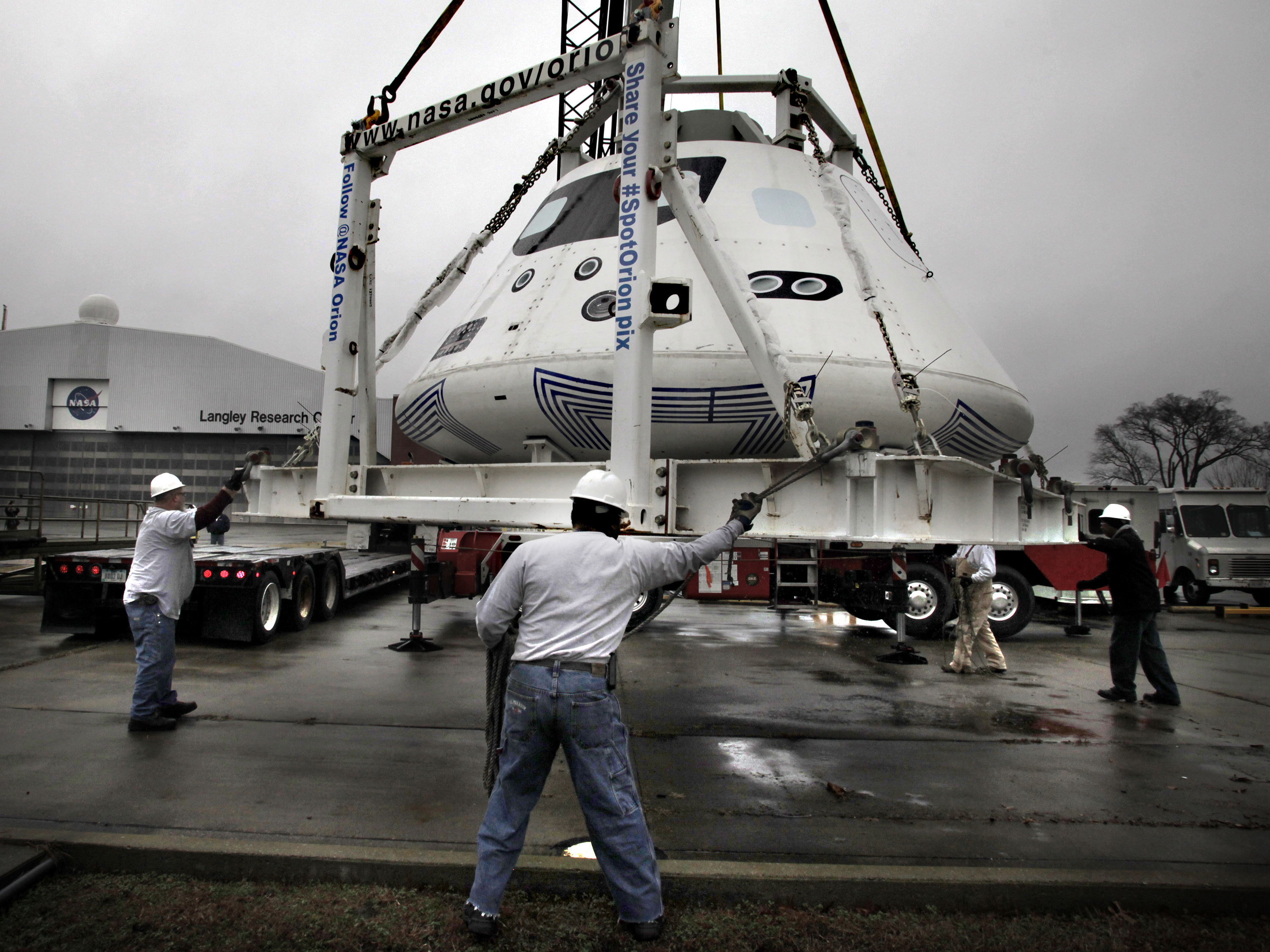
Ein Mockup des Orion-Raumschiffes wird im Dezember 2013 verladen

Das Orion MPCV (vormals nur als Multi-Purpose Crew Vehicle (MPCV) bezeichnet) ist ein US-amerikanisches bemanntes Raumfahrzeug der NASA, das in Zusammenarbeit mit der ESA gebaut wird. Dieses wurde im Rahmen des Constellation-Programms und der Studie ESAS zuerst unter dem Namen Crew Exploration Vehicle (CEV) und dann Orion CEV konzipiert und teilweise entwickelt. Nach aktueller Planung soll es im Rahmen des Artemis-Programms zum Transport von Personen zum Mond dienen, in Analogie zum Raumschiff Apollo. Ein erster unbemannter Mondflug war für August 2022 geplant und wurde, nach mehreren Startverschiebungen, letztlich am 16. November 2022 gestartet.
Der Name des Raumschiffs wurde in Anlehnung an eine der hellsten Sternenkonstellationen, das Sternbild Orion, gewählt. Der Name wurde 2006 versehentlich vor der offiziell geplanten Veröffentlichung von dem Astronauten Jeffrey Williams, der sich zu diesem Zeitpunkt im All befand, bekannt gegeben und anschließend von der NASA bestätigt.

## Ursprüngliche Planung
Die Entwicklung wurde in sogenannte Spiral-Phasen eingeteilt.
- Exploration Spiral 1 (CEV Earth Orbit Capability): Entwicklung eines bemannten Raumschiffs zum Einsatz im niedrigen Erdorbit bis 2014 als Vorbereitung auf den Mondflug.
- Exploration Spiral 2 (Extended Lunar Exploration): Landung und anschließender Aufenthalt von Menschen auf dem Mond für mindestens vier Tage (2015 bis 2020).
- Exploration Spiral 3 (Long Duration Lunar Exploration): Längere (bis zu einigen Monaten) Mondmissionen, die als Test für spätere Marsflüge dienen sollen (nach 2020).
- Exploration Spiral 4 (Crew Transportation System Mars Flyby): Vorbeiflüge am Mars (nach 2020).
- Exploration Spiral 5 (Human Mars Surface Campaign): Bemannte Marslandung (nach 2020).

Das CEV befand sich seit 2004 in der Entwurfsphase. Im Jahr 2005 wurden die Entwurfskonzepte der Industrie an die NASA übergeben, danach wählte die NASA die Konzepte von Lockheed Martin und von einem Team gebildet von Northrop Grumman und Boeing zur Weiterentwicklung aus. Ursprünglich wollte man diese beiden Konzepte bis 2008 finanzieren, wobei 2008 ein unbemannter Testflug mit Prototypen beider Raumfahrzeuge stattfinden sollte. Nach den Ergebnissen der Entwicklung und der Testflüge sollte entschieden werden, welches Konzept weiterzuverfolgen sei.
Später gab die NASA jedoch bekannt, die Einsatzbereitschaft des CEV bereits für das Jahr 2010 anzustreben. So wollte man die Lücke zwischen dem Ende des Shuttle-Programms und dem Beginn der CEV-Flüge möglichst kurz halten oder sogar ganz vermeiden. Deshalb, und um Geld zu sparen, wurde das Weiterverfolgen von zwei Projekten gestrichen, ebenso der Testflug von unbemannten Modellen des Raumschiffs. Im November 2005 gab die NASA die Exploration Systems Architecture Study (ESAS) heraus, welche die genauen Anforderungen und Missionsprofile für das CEV beinhaltet. Am 31. August 2006 gab die NASA bekannt, dass Lockheed Martin für den Bau des Orion-Raumschiffs ausgewählt wurde.
Die NASA plante, die Entwicklung des Orion-Raumschiffs nach folgendem Zeitplan durchzuführen:
- 2011 – Erster unbemannter Flug des Raumschiffs in die Erdumlaufbahn.
- 2014 – Erster bemannter Flug in die Erdumlaufbahn.
- 2014 – Erster unbemannter Flug des Mondschiffs.
- 2015 – Erster bemannter Flug des Mondschiffs.
- 2018 – Erste bemannte Mondlandung des Mondschiffs.

## Konzepte
Anfang Mai 2005 wurden Details zu dem von Lockheed Martin vorgeschlagenen Projekt bekannt. Dieses Projekt sah die Entwicklung eines Raumgleiters mit Tragrumpf (englisch Lifting Body) für vier bis sechs Astronauten vor, der auf der Spitze einer konventionellen Trägerrakete ins All geschossen werden sollte. Die Landung war mit Hilfe von Fallschirmen und Airbags vorgesehen. Teile des Raumschiffs sollten wiederverwendet werden können. Bei einer Mondmission wären zudem ein Missionsmodul (Mission Module) und eine Antriebsstufe (Propulsion Stage) mit dem Treibstoff und den Triebwerken hinzukommen, die mit einer eigenen Trägerrakete gestartet und später an das CEV angedockt wären. Der komplette Mondzug bestehend aus dem CEV, dem Missonsmodul und der Antriebsstufe sollte ungefähr 40 t wiegen.
Nach der Veröffentlichung der ESAS-Studie verwarf Lockheed den Lifting-Body-Ansatz und reichte ebenfalls ein Konzept ein, das auf einer Landekapsel basiert. Über das verworfene Konzept von Boeing ist lediglich bekannt, dass es sich von Anfang an um einen Landekapsel-Ansatz handelte, der sich sehr genau an die Vorstellungen der ESAS-Dokumente hielt.

## Die Ära seit Präsident Obama
Aufgrund einer Ankündigung von Präsident Barack Obama zu Beginn des Jahres 2010, das Constellation-Programm nicht mehr zu unterstützen, war die Fortführung des Orionkonzeptes und deren Entwicklungen unsicher. Im Januar 2011 übermittelte die NASA dem Kongress einen Report, der einen Vorschlag der Aufgabenerfüllung bezüglich des NASA Authorization Act 2010 enthielt: Das Raumschiff Orion CEV solle unter dem Namen Orion MPCV weiterbetrieben und das Space Launch System (SLS) seine Trägerrakete werden.
2014 fand mit dem Exploration Flight Test 1 ein erster unbemannter Testflug in den Weltraum statt. Das Test-Servicemodul wurde von Lockheed Martin hergestellt. Im Juli 2019 wurde ein Test des Rettungssystems (in-flight abort test) auf einer speziellen Variante der Rakete Minotaur durchgeführt.

## Europäisches Servicemodul (ESM)
Die europäische Weltraumagentur ESA liefert einen zentralen Teil des Raumschiffs, das Europäische Servicemodul (ESM), das für Antrieb, Klimatisierung und die Versorgung mit Strom, Wasser und Atemluft sorgt, und möchte im „Tausch“ auch europäische Astronauten mitfliegen lassen. Das Modul wird bei Airbus Defence and Space (ehemals Astrium) in Bremen gebaut und basiert technisch auf dem zuvor dort hergestellten Raumfrachter Automated Transfer Vehicle (ATV). Im November 2015 traf das erste Testmodul aus Europa mit einer Antonow An-124 in den USA ein.
Im Juni 2015 wurde bekannt, dass die NASA der ESA eines der Orbital-Maneuvering-Systeme (OMS) des Space Shuttles zur Weiterverwendung im EM-1-Servicemodul zur Verfügung stellt. Dieses OMS war zuvor bereits bei 19 Shuttle-Missionen eingesetzt worden. Es wurde 2017 über den Einsatz von bis zu vier derartigen Einheiten verhandelt.
Anfang November 2018 wurde das Servicemodul für den ersten Mondflug (EM-1) des Orion-Raumschiffs von Bremen zum Kennedy Space Center/USA überführt.

## Missionsübersicht
Die Liste enthält den aktuellen Planungsstand der NASA-Administration, über den noch diskutiert wird und dessen Finanzierung nur bis zur Mission EM-2 als gesichert gilt. Eine endgültige Entscheidung darüber wird mit dem Beschluss des US-Gesetzgebers über den Haushalt 2019/2020 (beginnend im Oktober 2019) fallen. Zu einer Übersicht der ursprünglich für Orion geplanten, aber nach der Einstellung des Constellation-Programms verworfener Missionen, siehe Liste der Constellation-Missionen.
| Missionsname              | Startdatum (UTC)        | Besatzung | Rakete         | Dauer                           | Missionsprofil                                           | Anmerkungen |
| ------------------------- | ----------------------- | --------- | -------------- | ------------------------------- | -------------------------------------------------------- | ----------- |
| Exploration Flight Test 1 | 5. Dezember 2014 16:29  | unbemannt | Delta IV Heavy | 4 Stunden, 24 Minuten           | Flugtest der Orion im Orbit der Erde                     | Erfolg      |
| Ascent Abort-2            | 2. Juli 2019 11:00      | unbemannt | ATB            | ca. 3 Minuten                   | Test des Rettungssystems im Flug                         | Erfolg      |
| Artemis 1                 | 16. November 2022 06:47 | 3 Dummies | SLS Block 1    | 25 Tage, 10 Stunden, 53 Minuten | unbemannter Testflug mit Mondumrundung.                  | Erfolg      |
| Geplante Starts           |                         |           |                |                                 |                                                          |             |
| Artemis 2                 | April 2026              | 4         | SLS Block 1    |                                 | erste Orion-Mission mit Astronauten, Umrundung des Monds |             |
| Artemis 3                 | Mitte 2027              | 4         | SLS Block 1    |                                 | bemannte Landung in der Mondsüdpolregion                 |             |
| Artemis 4                 | 2028                    | 4         | SLS Block 1B   |                                 | bemannte Mondlandung                                     |             |
| Artemis 5 und folgende    | jährlich ab 2029        | 4         | SLS Block 1B   |                                 | bemannte Mondlandungen                                   |             |

## Bildergalerie

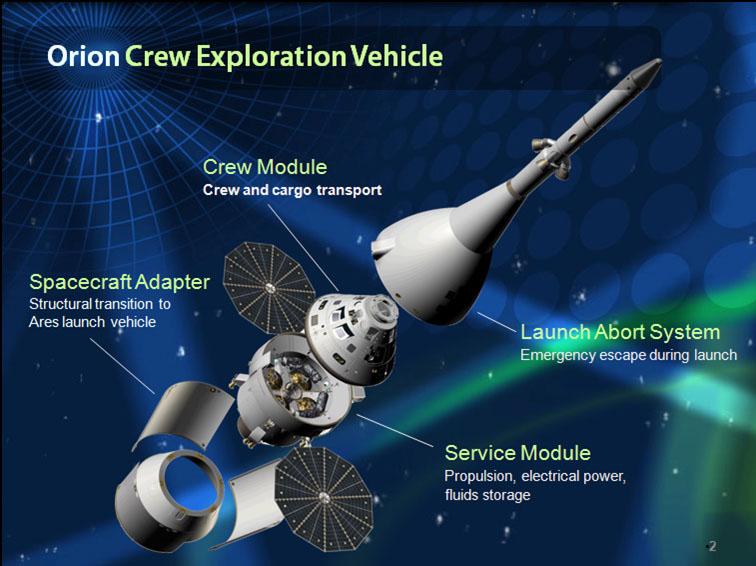
Orion CEV Design 2009
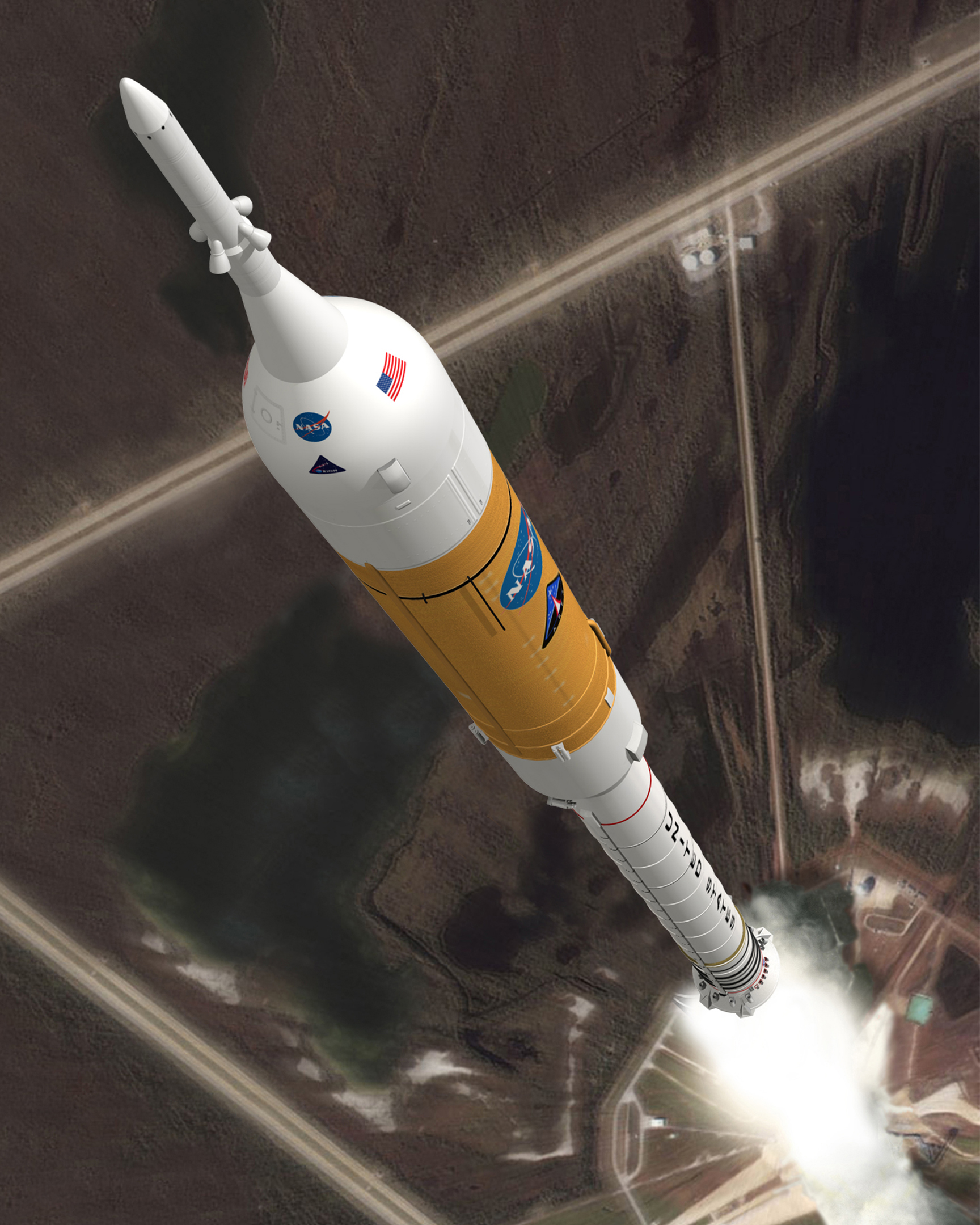
Start eines Orion-Raumschiffs mit einer Ares-1 Rakete (NASA-Studie, Februar 2008, Grafik)
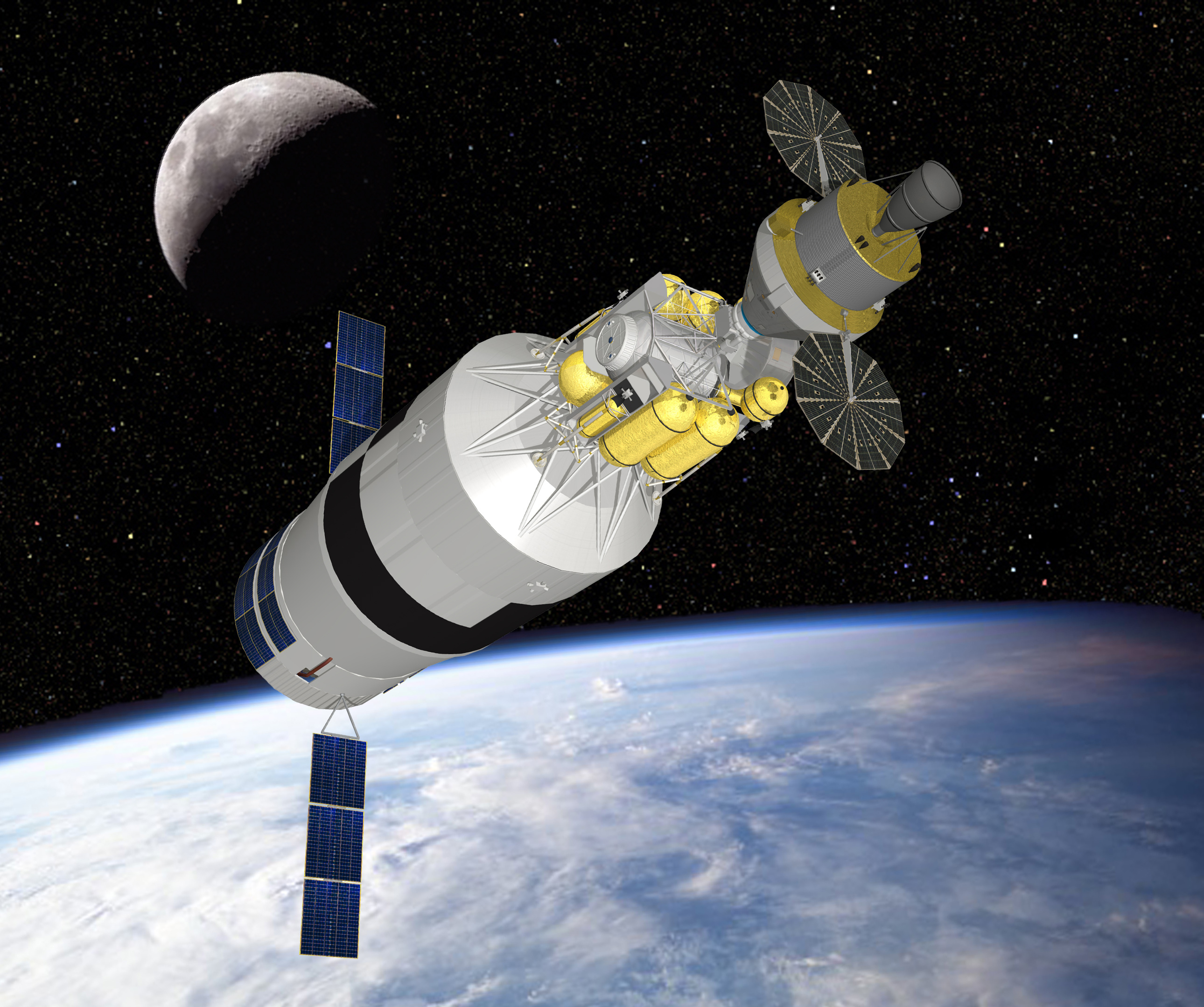
Orion-Raumschiff angekoppelt an die Altair-Mondlandefähre und die Earth Departure Stage (NASA-Grafik, Februar 2008)
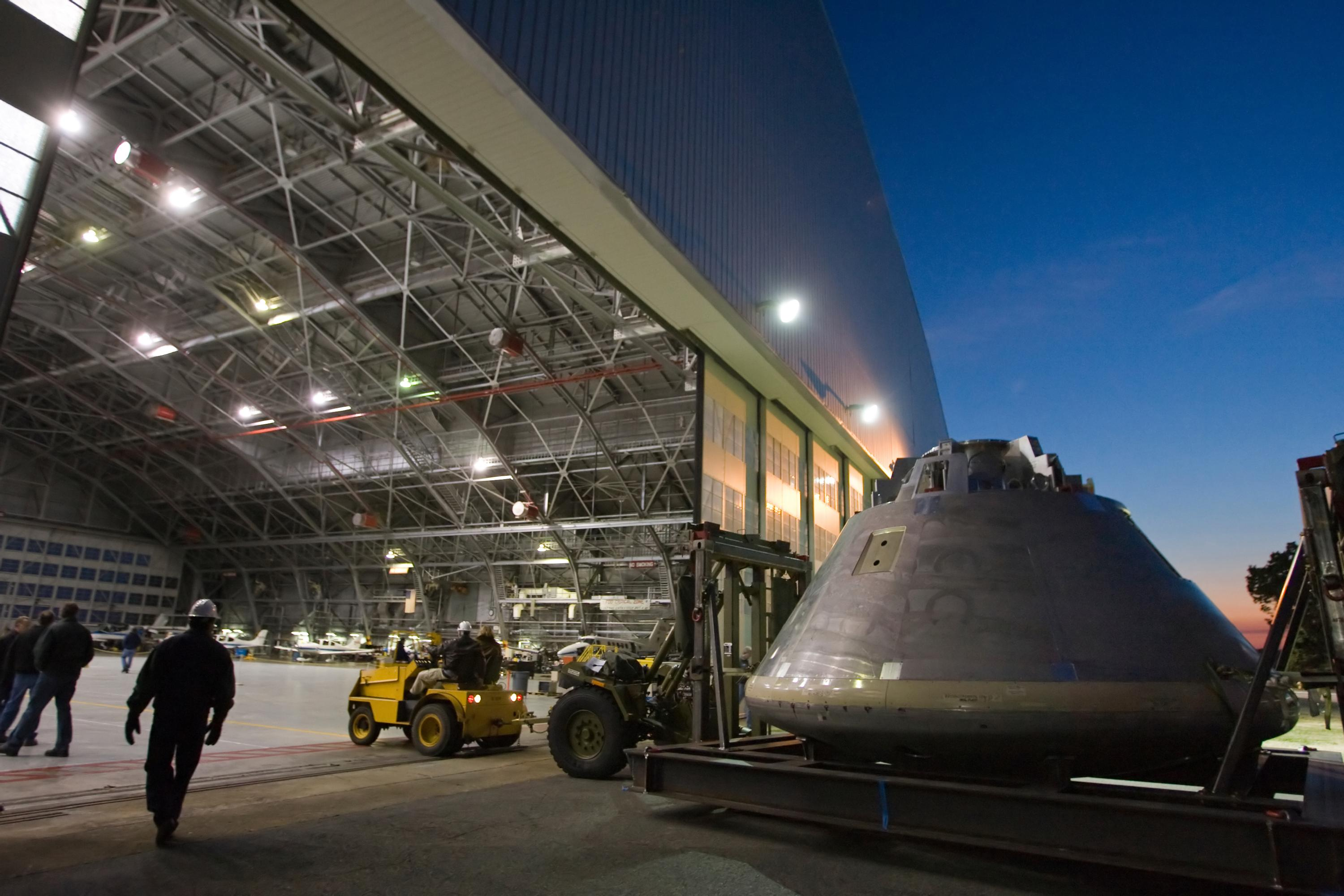
Vorführmodell des Kommandomoduls im Langley Research Center
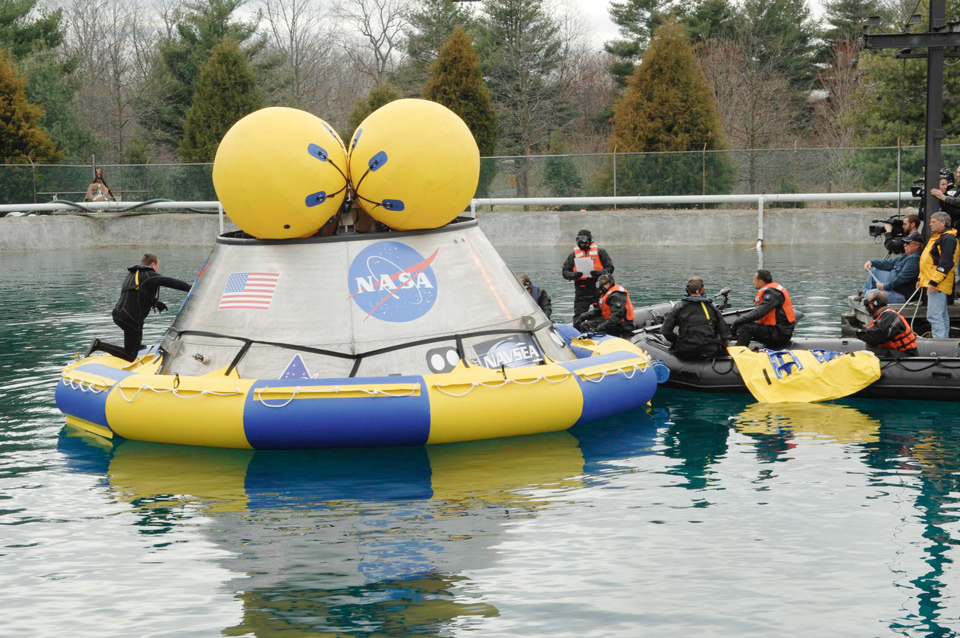
Test der Bergung nach einer Wasserlandung
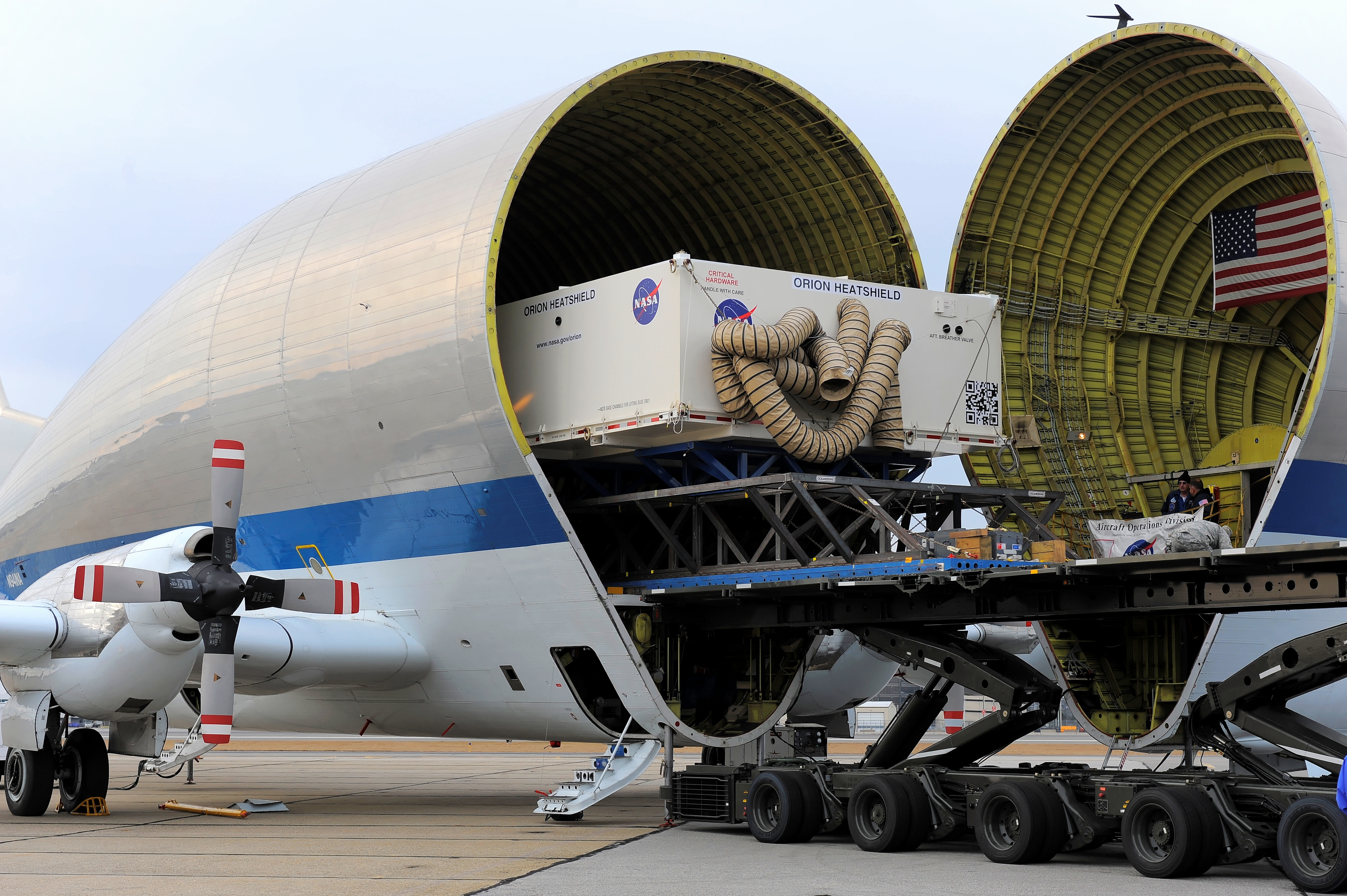
Transport des Hitzeschildes in einer Super Guppy
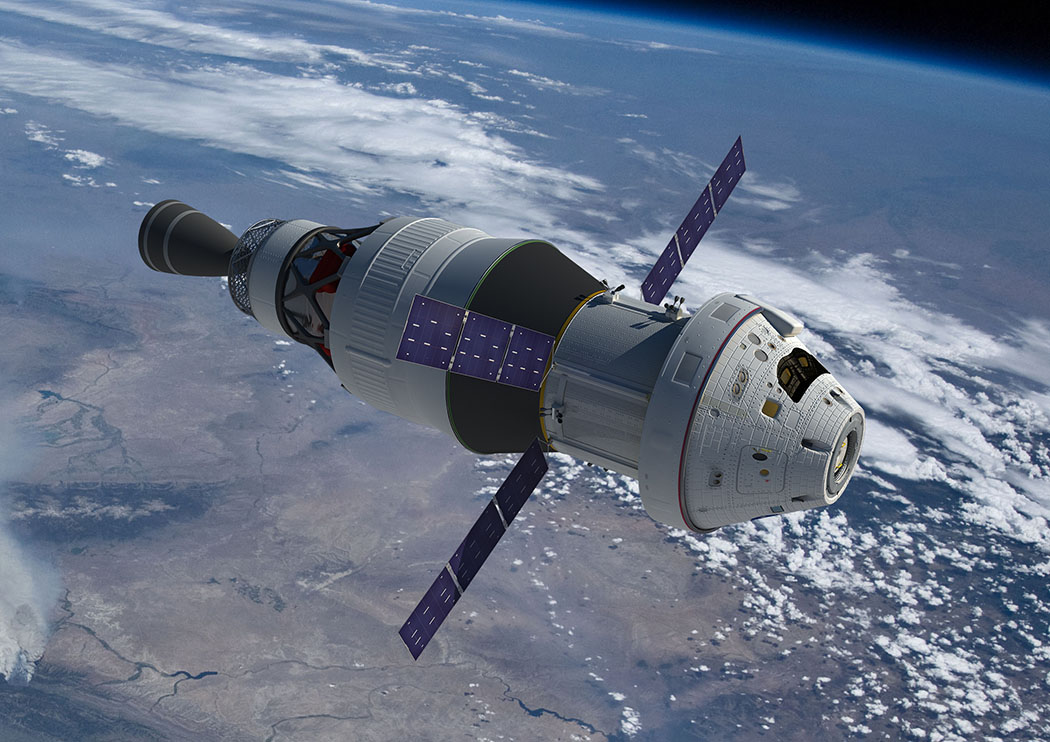
Startendes Orion-Raumschiff mit europäischem Servicemodul und SLS-Zweitstufe (Grafik)
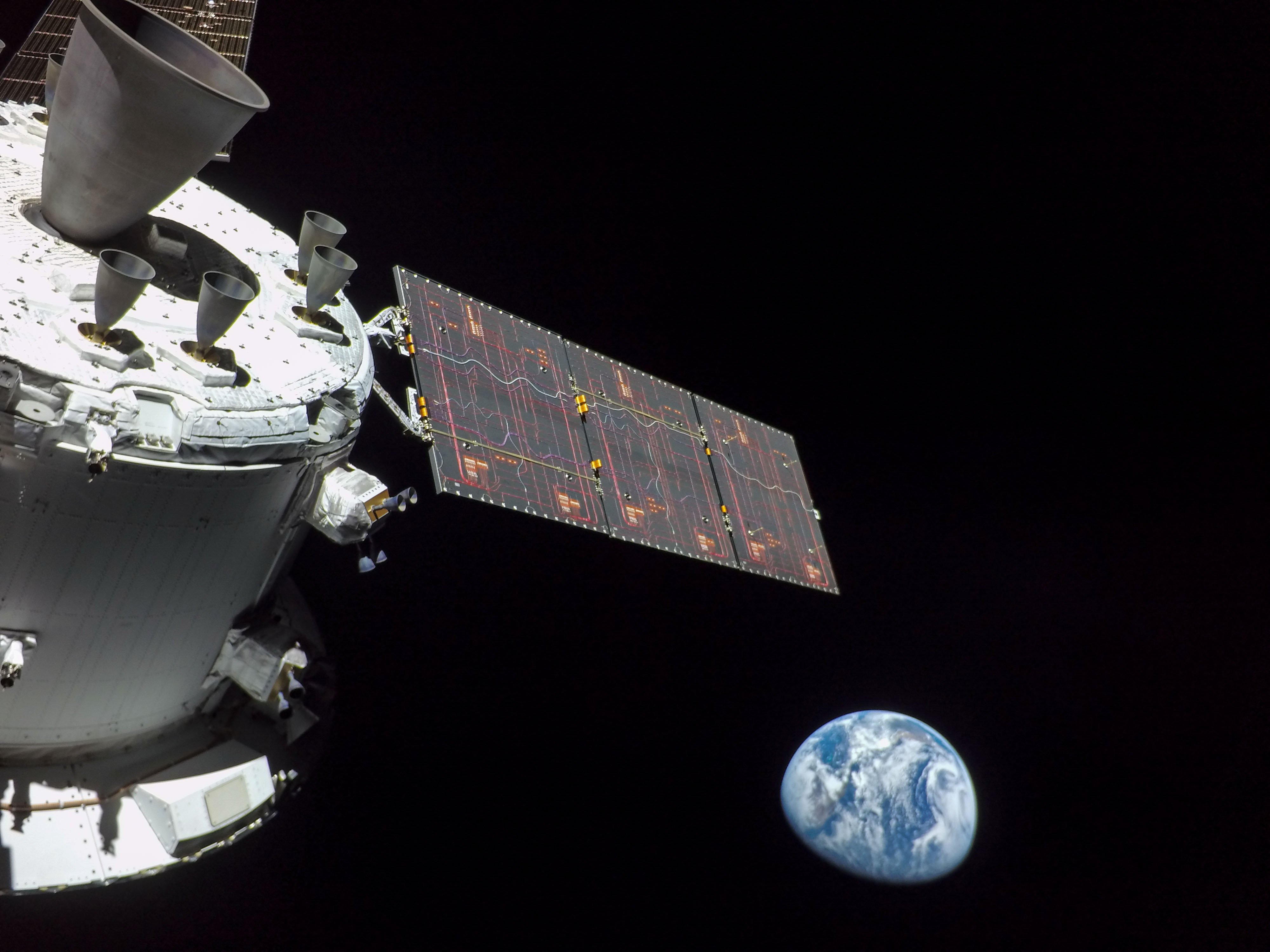
Selfie/Photo der Raumsonde am 16. November 2022, während der Artemis-1-Mission. Im Hintergrund die Erde.
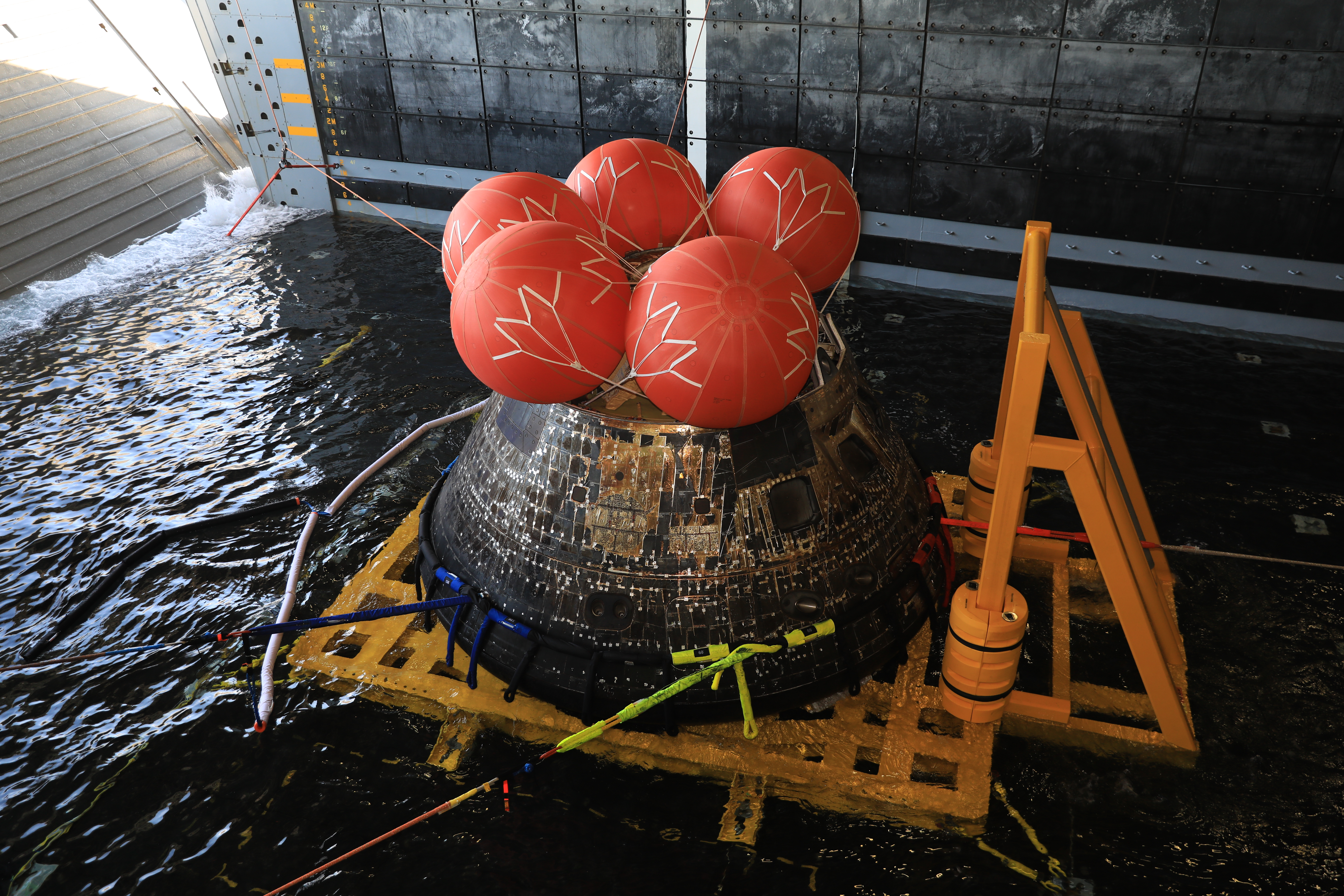
Nach Artemis 1: Orion am 11. Dezember 2022 nach der Wasserlandung im Pazifik im Welldeck der Portland.